# Berthold Englisch
Berthold Englisch fue un destacado ajedrecista austríaco del siglo XIX, estando entre los 8 mejores de la época en la década de 1880. Englisch nació en la parte checa de Silesia (hasta entonces Austria-Hungría) en una familia judía y se ganó la vida como agente de bolsa.
Participó de ocho torneos internacionales a lo largo de su carrera entre 1877 y 1897. Sus mejores resultados fueron el primer lugar en Leipzig (1879), empatado en primer con Blackburne y Schwarz en Wiesbaden (1880), y séptimo en Fráncfort del Meno (1887). Englisch participó regularmente en el torneo de Viena, alcanzado buenas posiciones y llegando a vencer la competición en 1896. En el año de 1897 durante un torneo en Berlín, se sintió indispuesto , abandonó el torneo y regresó a Viena, falleciendo dos semanas después el término de la competición.